# Schollener See
Koordinaten: 52° 40′ 34″ N, 12° 11′ 37″ O

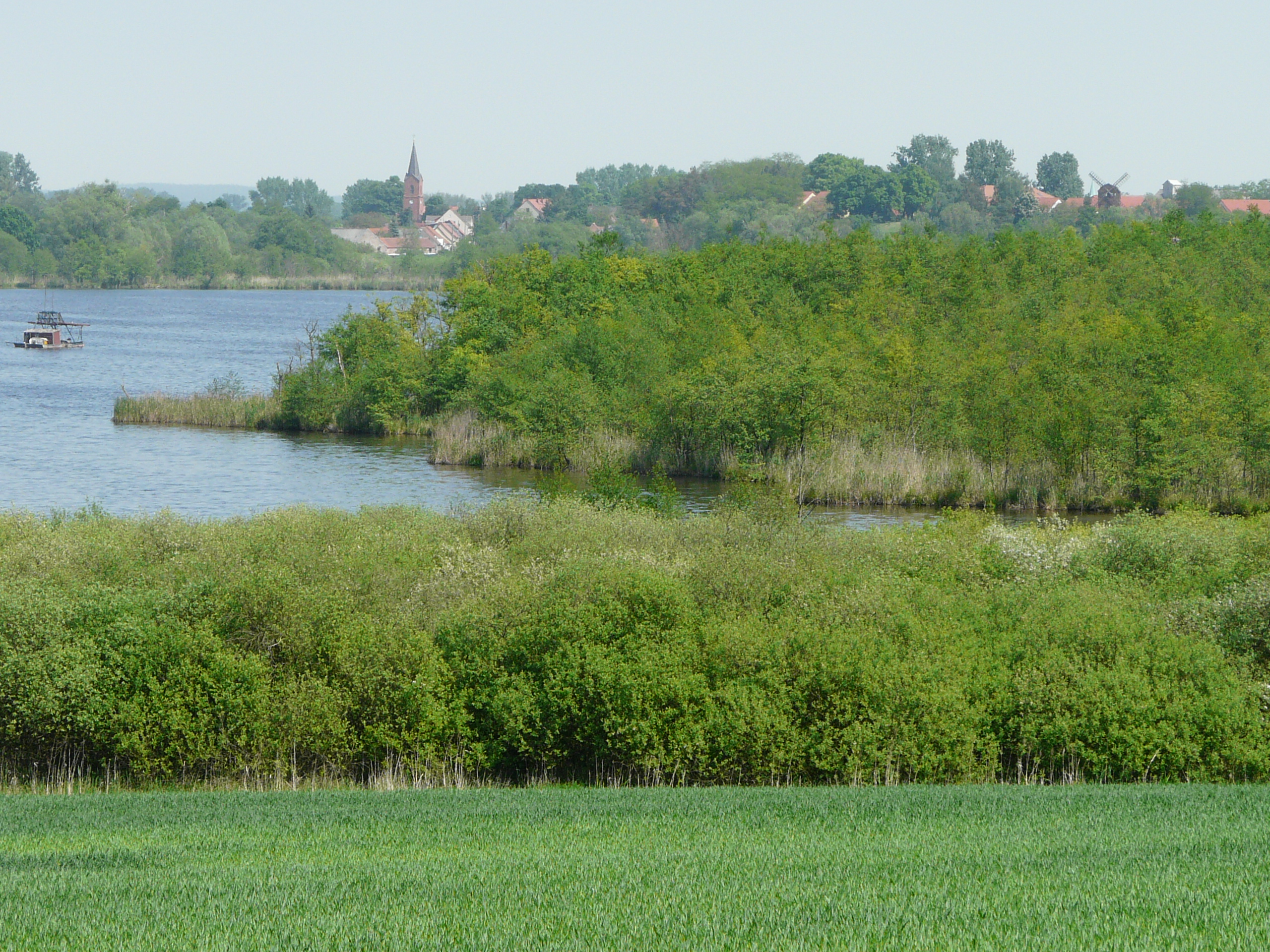
Blick vom Gütschow auf den Schollener See

Der Schollener See ist ein See und ein den See und seine Umgebung umfassendes Naturschutzgebiet in der Gemeinde Schollene im Landkreis Stendal in Sachsen-Anhalt. Der eigentliche See zeigt die Besonderheit schwimmender Inseln.

## Naturschutzgebiet

### Allgemeines
Das Naturschutzgebiet liegt westlich von Schollene im Biosphärenreservat Mittelelbe. Es stellt einen Flachwassersee mit verschiedenen Verlandungsstadien unter Schutz. Der See liegt in der Unteren Havelniederung im Bereich der Elbtalniederung.
Das Naturschutzgebiet mit dem Kennzeichen NSG 0006 ist rund 478 Hektar groß. Es ist Bestandteil des FFH-Gebietes „Untere Havel und Schollener See“ und des EU-Vogelschutzgebietes „Untere Havel/Sachsen-Anhalt und Sollener See“. Das Naturschutzgebiet wird größtenteils vom Landschaftsschutzgebiet „Untere Havel“ umgeben. Das Gebiet steht seit 1967 unter Schutz (Datum der Verordnung: 11. September 1967). Zuständige untere Naturschutzbehörde ist der Landkreis Stendal.

### Beschreibung
Der See liegt ungefähr in der Mitte des Naturschutzgebiets und ist nach Osten über einen Entwässerungsgraben mit dem Grützer Vorfluter, einem Nebenarm der Havel, verbunden und unterliegt so Wasserstandsschwankungen der Havel. Der südwestlich des Sees liegende Gütschow, eine 39,6 Meter hohe Erhebung, ist in das Naturschutzgebiet einbezogen. Der See ist durch einen breiten Verlandungsgürtel mit Schwingrasen und schwimmenden Inseln gekennzeichnet.
Der See ist vielfach von Röhrichten und Gebüschen mit Grauweiden, Lorbeerweiden und Erlen umgeben. Röhrichte und Gebüsche kennzeichnen auch die schwimmenden Inseln. In den Röhrichten ist Schilf mit eingestreuten Breit- und Schmalblättrigem Rohrkolben dominierend. Eine Besonderheit ist das Vorkommen der Röhrichtbrennnessel, die hier nahezu ihre westliche Verbreitungsgrenze erreicht. In den westlich des Sees liegenden Entwässerungsgräben kommen Krebsscheren- und Froschbissgesellschaften vor. Am Gütschow, einer 39,6 Meter hohe Erhebung, sind lokal alte Kiefern sowie Schiller- und Silbergrasfluren vorherrschend. Weiterhin sind Ackerflächen und extensiv bewirtschaftete Niedermoorwiesen im Naturschutzgebiet zu finden. Die Niedermoorwiesen werden überwiegend von Kohldistelwiesen und Großseggenrieden geprägt.
Das Naturschutzgebiet bietet zahlreichen Vögeln einen geeigneten Lebensraum, darunter Graugans, verschiedene Möwen wie Lach-, Sturm- und Silbermöwe, Kormoran, Haubentaucher, Seeschwalben wie Trauer- und Flussseeschwalbe, Rohrweihe, Rohrdommel, Beutelmeise, Blaukehlchen, Karmingimpel, Kiebitz und Wiesenpieper. Der See ist Herbstsammelplatz für Graugänse und Kraniche. Im Winter wird er z. B. von nordischen Bläss- und Waldsaatgänsen, aber auch zahlreichen anderen Wat- und Wasservögeln als Rast- und Überwinterungsgebiet genutzt.
Das Seegebiet ist auch Lebensraum zahlreicher Libellenarten, darunter Grüne Mosaikjungfer, Gebänderte Prachtlibelle, Vogel-Azurjungfer, Kleines Granatauge, Kleine Pechlibelle, Gefleckte Smaragdlibelle, Gebänderte Heidelibelle und Kleiner Blaupfeil. Weiterhin kommen zahlreiche verschiedene Amphibienarten vor. Das Naturschutzgebiet ist auch Lebensraum für Elbebiber und Fischotter.
Das Naturschutzgebiet ist größtenteils von landwirtschaftlichen Nutzflächen umgeben. Nach Norden und Süden grenzt es an öffentliche Straßen, im Osten direkt an den Ort Schollene. Vom Grund des Sees wird Heilschlamm gefördert und in einem in Schollene am Rand des Naturschutzgebietes liegenden Pelosewerk verarbeitet. Das Werk ist über einen Stichkanal mit dem See verbunden.